# 波斯尼亞彼得羅瓦茨
波斯尼亞彼得羅瓦茨，是波黑实体之一波黑聯邦烏納-薩納州的市镇。市镇面积为717平方公里，2013年人口数量为7,328人。作为市镇中心的同名城镇人口数量为3,427人。

## 外部連結
- 官方网站  （波斯尼亞文）